# Miguel Vargas (béisbol)
Miguel Antonio Vargas (nacido el 17 de noviembre de 1999) es un jugador de cuadro de béisbol profesional originario de Cuba. Actualmente juega para  Los Dodgers de Los Ángeles de las Grandes Ligas de Béisbol y es considerado uno de los peores jugadores en los últimos tiempos para el equipo de Los Angeles. (MLB, por sus siglas en inglés). Hizo su debut en la MLB en la temporada del 2022.

## Carrera
Los Dodgers de los Ángeles lo ficharon a Vargas como agente libre internacional en septiembre de 2017. Jugó su primera temporada profesional en 2018 con los Dodgers de la Liga de Arizona, los Raptors de Ogden y los Loons de los Grandes Lagos .
Vargas jugó el 2019 con los Loons y los Quakes de Rancho Cucamonga. No jugó en ningún partido en el 2020 tras la cancelación de la temporada de las ligas menores a causa de la pandemia de COVID-19. Comenzó el 2021 con Great Lakes antes de ser ascendido a los Drillers de Tulsa de la Double-A . Entre los dos equipos, apareció en 120 juegos y bateó .319 con 23 jonrones y 76 carreras impulsadas. Los Dodgers le otorgaron el premio organizacional Jugador del Año de las ligas menores Branch Rickey. Fue seleccionado como estrella de la Doble-A Central de la postemporada. Fue ascendido a Triple-A con los Dodgers de la Ciudad de Oklahoma para comenzar la temporada del 2022 Ese mismo año fue seleccionado para representar a los Dodgers en el All-Star Futures Game del 2022. Jugó en 113 juegos para Oklahoma City, bateando .304 con 17 jonrones y 72 carreras impulsadas.
Los Dodgers lo ascendieron a las ligas mayores por primera vez el 2 de agosto de 2022. El día siguiente realizó su primer turno al bate, turno en que  conectó un doble por regla ante el abridor de los Gigantes de San Francisco, Alex Cobb . Varias semanas después, el 24 de septiembre de 2022, Vargas conectó su primer jonrón en las ligas mayores ante Jordan Montgomery de los Cardenales de San Luis . En 18 juegos con los Dodgers durante el 2022, bateó .170 con ocho carreras impulsadas mientras jugaba en la primera base y el jardín izquierdo, así como también como bateador designado. Ese año se le incluyó a Vargas en la lista de jugadores de la Serie Divisional de la Liga Nacional, pero apareció en ningún partido.
Vargas empezó la temporada de 2023 en las ligas mayores con los Dodgers, quienes lo cambiaron de posición de la tercera base a la segunda. A principios del entrenamiento de la primavera Vargas se lastimó el meñique derecho, motivo por el cual los Dodgers le pidieron no abanicar durante sus turnos al bate. A pesar de esto, recibió varias bases por bolas durante este período.

## Vida personal
Vargas nació en La Habana, Cuba. Su padre, Lázaro Vargas, jugaba béisbol en la selección cubana.